# Баджо, Себастьяно
Себастьяно Баджо (итал. Sebastiano Baggio; 16 мая 1913, Роза, королевство Италия — 21 марта 1993, Рим, Италия) — итальянский куриальный кардинал и ватиканский дипломат. Титулярный архиепископ Эфеса с 30 июня 1953 по 28 апреля 1969. Апостольский нунций в Чили с 1 июля 1953 по 12 марта 1959. Апостольский делегат в Канаде с 12 марта 1959 по 26 мая 1964. Апостольский нунций в Бразилии с 26 мая 1964 по 28 апреля 1969. Архиепископ Кальяри с 23 июня 1969 по 26 февраля 1973. Префект Священной Конгрегации по делам епископов с 26 февраля 1973 по 8 апреля 1984. Председатель Папской комиссии по делам государства-града Ватикана с 8 апреля 1984 по 31 октября 1990. Камерленго Святой Римской Церкви с 25 марта 1985 по 21 марта 1993. Вице-декан Коллегии кардиналов с 15 апреля 1986. Кардинал-дьякон с титулярной диаконией Санти-Анджели-Кустоди-а-Читта-Джардино с 28 апреля 1969 по 21 декабря 1973. Кардинал-священник с титулом церкви Сан-Себастьяно-алле-Катакомбе с 21 декабря 1973 по 12 декабря 1974. Кардинал-епископ Веллетри с 21 декабря 1974.

## Биография
Родился Себастьяно Баджо 16 мая 1913 года, в Розе, область Венеция, в Италии. Учился в семинарии Виченцы, в Папском Григорианском Университете (богословие, докторантура канонического права) и Школу палеографии, дипломатики и библиотечной науки.
Себастьяно был посвящён в священники 21 декабря 1935 года, в возрасте 22 лет, в Виченце. Сразу же поступил на дипломатическую службу Святого Престола. Участвовал в работе Второго Ватиканского собора.
Он был священником в течение 57 лет, епископом в течение 39 лет и кардиналом в течение 23 лет. Описывался приветливым и улыбчивым человеком, он помогал многим благотворительными работами.
После того, как его дипломатическая карьера, которая включила назначения в Чили, Канаде и Бразилии, была завершена и он был возведен в кардиналы в 1969 году папой римским Павлом VI и назван архиепископом Кальяри, что на Сардинии.
Кардинал Себастьяно Баджо умер в 21 марта 1993 года, в Риме.